# Supercopa da CAF de 2020
A Supercopa da CAF de 2020 (oficialmente a Supercopa Total CAF 2020 por motivos de patrocínio) foi a 28ª edição organizada pela Confederação Africana de Futebol (CAF), entre os vencedores das temporadas anteriores. as duas competições de clubes da CAF na temporada, a Liga dos Campeões da CAF e a Copa das Confederações da CAF.

## Equipes
Estatísticas
| Equipe    | Qualificação                                      | Participação anterior (negrito indica vencedores) |
| --------- | ------------------------------------------------- | ------------------------------------------------- |
| Espérance | Vencedor Liga dos Campeões da CAF de 2018–19      | 4 (1995, 1999, 2012, 2019)                        |
| Zamalek   | Vencedor Copa das Confederações da CAF de 2018–19 | 4 (1994, 1997, 2001, 2003 )                       |

Uns dos 2 maiores clubes da África , Zamalek e Espérance vão para sua segunda final na história, ambos se enfrentarão na final da Liga dos Campeões da CAF de 1994, com o EST sendo campeão por 3-1 pela primeira vez na sua história. De lá para cá são 6 confrontos todos pela Champions africana, com 2 vitória do ZSC, 3 empates e vitória do EST, pelos campeonatos da CAF.

## Detalhes da partida
| 14 de fevereiro de 2020 | Espérance       | 1 – 3 | Zamalek                        | Estádio Al-Gharafa, Ar Rayyan        |
|                         | Benguit p' (54) |       | Y.Obama 2' Bencharki 58' 90+5' | Público: 19,398 Árbitro: Vitor Gomes |

| Espérance | Zamalek |

Técnicos
- Moïne Chaâbani - EST
- Patrice Carteron - ZSC

## Campeão
| Supercopa da CAF de 2020    |
| Tunísia                     |
| --------------------------- |
| Zamalek Campeão (4º título) |
| técnico : Patrice Carteron  |